# Melanolophia contracta
Melanolophia contracta là một loài bướm đêm trong họ Geometridae.